# 松野祐次郎
松野 祐次郎（まつの ゆうじろう、万延元年12月5日（1861年1月15日） - 大正3年（1914年）11月22日）は、日本の衆議院議員（立憲国民党）、弁護士。

## 経歴
美濃国不破郡青野村（現在の岐阜県大垣市）に栗田武兵衛の長男として生まれ、松野清之助の養子となった。1878年（明治11年）、岐阜県立師範学校を卒業。明治法律学校（現在の明治大学）に学び、弁護士試験に合格。弁護士の業務に従事する傍ら、岐阜県会議員、同副議長、同議長に選出された。
1908年（明治41年）、第10回衆議院議員総選挙で当選を果たした。